# Jorgos Jeorjadis
Jorgos Jeorjadis (gr. Γιώργος Γεωργιάδης; ur. 8 marca 1972 w Kawali) – grecki piłkarz występujący na pozycji ofensywnego pomocnika.
W swojej karierze występował w Doksie Drama, Panathinaikosie AO, Newcastle United, PAOK-u, Olympiakosie Pireus i Iraklisie Saloniki. Mistrz Europy z 2004 r., wielokrotny mistrz Grecji i zdobywca krajowego Pucharu.